# Ramón María Álvarez de Miranda García
Ramón María Álvarez de Miranda García (Madrid, 1955) es un economista y político español, fue elegido diputado del Congreso de los Diputados durante la I Legislatura durante la presidencia de Adolfo Suárez. Desarrolló gran parte de su carrera en el Tribunal de Cuentas, organismo constitucional que llegó a presidir entre 2012 y 2018. 

## Vida
Hijo del expresidente del Congreso y exdefensor del Pueblo Fernando Álvarez de Miranda, estudió en el Colegio de Nuestra Señora del Recuerdo en Madrid. Ingresó en la Facultad de Ciencias Económicas y Empresariales de la Universidad Complutense de Madrid, en la que se licenció en el curso 1976-1977. 
Desde octubre de 1975 trabajó como becario en el Servicio de Estudios Económicos del Banco Urquijo (inicialmente en el área de coyuntura económica y análisis monetario y, posteriormente en el estudio de sectores). A partir de enero de 1978 se incorpora como asesor económico del citado servicio de estudios.En 1979, con 24 años, se convirtió en el diputado más joven del Congreso salido de las elecciones generales de ese año. En la actualidad se encuentra en situación de excedencia voluntaria.

### Vida política
Su actividad política comienza en la Universidad participando en los movimientos proelección de delegados y representantes. Posteriormente ingresa en la Asociación Justicia y Paz, en la que colabora a lo largo de toda la I Campaña Pro Derechos Humanos. En diciembre de 1975 ingresa en Izquierda Democrática. Es elegido representante de las Juventudes de Izquierda Democrática y por tanto, miembro del Comité Ejecutivo del Partido. El 15 de junio de 1977 es candidato al Congreso de los Diputados por la lista de la Federación de la Democracia Cristiana (número 11) en la provincia de Madrid. Ingresa en Unión de Centro Democrático (UCD) en enero de 1978 colaborando con las JUCD. En enero de 1979 es elegido Secretario General de las JUCD en su primer congreso. 
Entró a trabajar en el Tribunal de Cuentas en 1984, donde comenzó como técnico especialista en auditoría. En 1986 fue nombrado contador diplomático del Tribunal y en 1991 ganó la oposición a auditor de cuentas. También ha sido subdirector técnico del departamento financiero y subdirector técnico de la presidencia del órgano fiscalizador.
Censor Jurado de Cuentas y miembro del Registro Oficial de Auditores de Cuentas. Es funcionario del Cuerpo Superior de Auditores del Tribunal de Cuentas (número 1 de su promoción, 1991).
Entre el 26 de julio de 2012 y el 23 de julio de 2018 fue presidente del Tribunal de Cuentas.
| Predecesor: Manuel Núñez Pérez | Presidente del Tribunal de Cuentas de España 26 de julio de 2012 - 23 de julio de 2018 | Sucesor: María José de la Fuente y de la Calle |

- Datos: Q6099830